# Karreriidae
Karreriidae es una familia de foraminíferos bentónicos de la superfamilia Chilostomelloidea, del suborden Rotaliina y del orden Rotaliida. Su rango cronoestratigráfico abarca desde el Albiense (Cretácico inferior) hasta la Actualidad.

## Clasificación
Karreriidae incluye a los siguientes géneros:
- Karreria
- Manorella
- Simionescella †

Otro género considerado en Karreriidae es:
- Arenonina, aceptado como Manorella
- Vagocibicides, aceptado como Karreria